# Leptogaster hirticollis
Leptogaster hirticollis är en tvåvingeart som beskrevs av Wulp 1872. Leptogaster hirticollis ingår i släktet Leptogaster och familjen rovflugor. Inga underarter finns listade i Catalogue of Life.